# Видухова (гмина)
Видухова (пол. Widuchowa) — сельская гмина (уезд) в Польше, входит как административная единица в Грыфинский повет, Западно-Поморское воеводство. Население — 5608 человек (на 2005 год).